# La fine (romanzo)
La fine (The End) è il tredicesimo e ultimo libro della saga di Lemony Snicket intitolata Una serie di sfortunati eventi. È l'unico della serie a non avere un'allitterazione nel titolo.

## Trama
Il libro si apre con il Conte Olaf e gli orfani Baudelaire sulla barca, costruita da Bertrand Baudelaire (padre di Violet, Klaus e Sunny), lasciandosi alle spalle l'incendio dell'Hotel Climax. Dopo essere sopravvissuti a una tempesta, si ritrovano su una piattaforma costiera. Poco dopo trovano un'isola e incontrano una bambina, Venerdì, subito minacciata dalla fiocina del Conte Olaf, appena proclamatosi re dell'isola. Venerdì, vedendo la scortesia del Conte, gli impedisce di venire con lei, ma invita gli orfani ad aggiungersi alla colonia. Lungo la strada racconta che gli isolani tradizionalmente costruiscono un fuoriscalmo, attraverso il quale, durante il Giorno delle Decisioni, quando l'isola viene sommersa dall'acqua, dopo una serie di cerimonie e di spettacoli, si può andar via. I Baudelaire vengono accolti dal facilitatore dell'isola, Ismaele, e vengono presentati agli altri coloni, mentre questi mostrano a Ismaele ciò che il mare ha trasportato sulla piattaforma dopo la tempesta. Nonostante Ismaele non costringa nessuno, però, tutti si fanno convincere a non tenere la maggior parte delle cose trovate, che vengono poi condotte da alcune pecore in tutt'altra parte dell'isola. In seguito Ismaele fa un brindisi (con l'unica bevanda disponibile sull'isola, un cordiale al cocco) agli "orfani Baudelaire", benché loro non abbiano mai detto di esserlo. Dopo un'altra tempesta altri oggetti arrivano sull'isola, tra cui un cubo di libri su cui giace Kit Snicket, ferita, e la Vipera Incredibilmente Letale. Il Conte Olaf prova a far finta di essere Kit Snicket, con delle alghe addosso e il casco da palombaro contenente il Mycelium Medusoide per simulare la gravidanza. Stranamente i coloni non gli credono e lo rinchiudono in una gabbia, ma non accettano nemmeno Kit e i Baudelaire vengono cacciati a loro volta. Quando gli altri se ne vanno, Olaf cerca di convincere gli orfani di liberarlo, in cambio di una spiegazione di tutti i misteri e i segreti che li circondano da quando sono morti i loro genitori, ma lo ignorano. Durante la notte, due isolani (Finn e Erewhon) chiedono loro un favore: diversi coloni propongono un ammutinamento contro Ismaele nella mattina seguente, e i Baudelaire dovrebbero sgattaiolare nell'isola per cercare nell'arboreto delle armi da usare. Siccome altrimenti Kit non avrebbe nessun tipo di soccorso, gli orfani accettano e nell'arboreto scoprono un'area nascosta sotto l'albero delle mele amare, prima di essere trovati a loro volta da Ismaele. I Baudelaire vengono a sapere che i loro genitori erano stati sull'isola e che erano stati loro a proporre una vita semplice, senza conflitti e lontana dal resto del mondo, e che per garantire questo gli isolani dovevano bere il cordiale al cocco. Trovano anche un enorme libro su cui è scritta la storia dell'isola, Una serie di sfortunati eventi. I Baudelaire e Ismaele tornano all'altra parte dell'isola, dove l'ammutinamento è iniziato. Ismaele ha con sé l'arpione, rubato precedentemente al Conte, ora libero, e nel tentativo di ucciderlo rompe il casco, e tutti inalano le spore del Mycelium Medusoide. Mentre il Conte Olaf cade a terra, moribondo, e gli isolani credono a Ismaele, che li convince che bevendo il cordiale non moriranno, i Baudelaire corrono all'arboreto, cercando la cura. Scoprono, grazie anche alla Vipera Incredibilmente Letale, che le mele dell'albero sono amare perché i loro genitori hanno creato un ibrido con il rafano. Una volta guariti corrono dagli isolani con altre mele, ma questi, sul fuoriscalmo, fuggono dall'isola, rifiutandosi di accettare qualsiasi cosa dai Baudelaire (mentre Ismaele ne ha già mangiata una per curare se stesso). Kit dice ai Baudelaire che i Pantano, Hector e il Capitan Controsenso e i suoi figliastri, Fernald e Fiona, sono stati catturati dal Grande Ignoto (la creatura a forma di punto interrogativo). Anche i Baudelaire confessano a Kit che Dewey è morto perché per sbaglio Klaus sparò con la fiocina del Conte Olaf e per sbaglio colpendolo lo uccise, ora riposa in pace nel lago davanti all'Hotel Climax. A questo punto Kit inizia ad avere le contrazioni e questo le impedisce di mangiare la mela, a meno di non ferire la bambina. Il Conte Olaf, sentendo che Kit è ancora viva, mangia una mela e la porta sulla spiaggia, dove le dà un ultimo bacio prima di morire. I Baudelaire aiutano Kit a partorire la bambina, chiamata come la madre dei Baudelaire per suo desiderio.

### Capitolo quattordicesimo
È un capitolo extra oltre la fine de La fine, separato dal resto da alcune pagine contenenti una lettera dell'autore, il titolo e delle citazioni. Consiste in un solo capitolo ed è chiamato Capitolo Quattordicesimo nonostante la numerazione delle pagine riprenda da 1. Inizia con un pezzo della storia dell'isola, Una serie di sfortunati eventi, in cui i genitori dei Baudelaire descrivono quel che era la vita sull'isola quando era stato esiliato Ismaele. Qui si viene a sapere che Beatrice voleva chiamare il bambino che portava in grembo Violet se fosse stata una femmina o Lemony se fosse stato un maschio, il che suggerisce l'idea che lei pensasse fosse morto (visto che è tradizione, come dice Kit prima di morire, dare nomi dei morti ai figli). Il momento descritto nel capitolo è la partenza dei Baudelaire, un anno dopo, con la piccola Beatrice. Sunny ha finalmente imparato a parlare, mentre la bimba si esprime in modo incomprensibile che solo Sunny comprende. La barca su cui intraprendono il viaggio è la stessa con cui sono arrivati sull'isola, di cui ora si sa il vero nome: Beatrice.

## Oltre la fine
Negli altri libri Lemony Snicket allude al fatto che i Baudelaire sopravviveranno al viaggio. In The Beatrice Letters si parla di quando Sunny è cresciuta, ne La stanza delle serpi dice che Klaus, molti anni dopo, avrebbe desiderato rimandare indietro il Conte Olaf nel suo taxi, mentre nella rara edizione americana de L'infausto inizio c'è una menzione riguardo al ritorno di Violet a Spiaggia Salmastra, per una terza volta. Inoltre, sempre in The Beatrice Letters, la piccola Beatrice è alla ricerca di Violet, Klaus e Sunny, il che fa presumere che si sia separata dai Baudelaire.

## Edizioni
- Lemony Snicket, La fine, collana Una serie di sfortunati eventi, traduzione di Valentina Daniele, Salani, 2007, ISBN 978-88-8451-894-1.